# Gutta von Oettingen

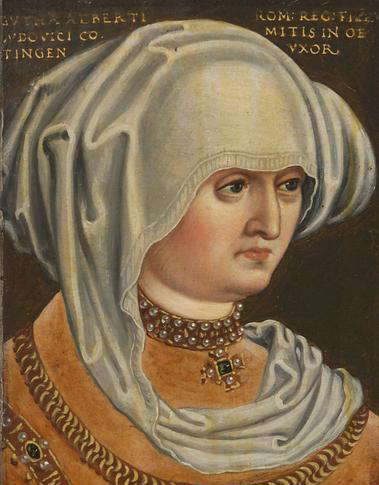
Miniatur um 1579/87 von Antoni Boys gen. Anton Waiss, Kunsthistorisches Museum Wien

Gutta von Oettingen, auch Jutta von Öttingen oder Juditha von Habsburg (* 1302; † 5. März 1329 in Wien) war eine Tochter von Albrecht I.von Habsburg und seiner Gemahlin Elisabeth von Kärnten, Görz und Tirol und durch Heirat Gräfin von Oettingen.
Sie heiratete in Wien, entweder 1315 oder 1319, Ludwig VI. von Oettingen († 1346). Sie wurde in der Kirche des Klosters Königsfelden bestattet. 1770 kamen ihre Gebeine durch die Feierliche Übersetzung der kaiserlich-königlichen-auch-herzoglich-österreichischen höchsten Leichen zunächst in den Dom St. Blasien und nach der Aufhebung des Klosters St. Blasien 1806 in das Stift Spital am Pyhrn, dann 1809 in die Stiftskirchengruft des Klosters Sankt Paul im Lavanttal in Kärnten.
Die Beschreibung der Umbettung durch Franz Kreutter erwähnt rotes Haupthaar und ein gelbschwarz-gestreiftes und geblümtes Seidenkleid.

## Sonstiges
Sie ist nicht zu verwechseln mit ihrer Tante Guta von Habsburg.